# Crêt de l'Auger
Le crêt de l'Auger est un sommet du massif du Jura culminant à 1 266 m d'altitude, situé dans le département de l'Ain, en Auvergne-Rhône-Alpes.